# Manuel Ceballos Ramírez
Manuel Ceballos Ramírez  (Nuevo Laredo, Tamaulipas,  14 de octubre de 1947 - Ibíd., 10 de mayo de 2022) fue un profesor, historiador, escritor, investigador y académico mexicano. Se especializó en la historia de los movimientos sociales de la Iglesia y los católicos durante el siglo XIX, así como durante la Revolución mexicana; por otra parte, realizó investigaciones sobre la conformación del noreste mexicano, su integración demográfica, política, económica y social de lo que fuera el antiguo Obispado de Linares, territorios que corresponden a los actuales estados de Tamaulipas, Nuevo León, Coahuila y Texas.

## Estudios
Realizó sus primeros estudios en su ciudad natal, se trasladó a la ciudad de Guadalajara en donde se recibió como profesor normalista en la Escuela Normal Anáhuac en 1968 y licenciado en Historia en la Escuela Normal Superior Nueva Galicia en 1974; todos estos estudios los realizó siendo religioso en la congregación católica de los Hermanos Maristas, de la cual años más tarde se retiraría. Viajó a la ciudad de Monterrey para cursar una maestría en Ciencias de la Educación en la Universidad de Monterrey en 1980, finalmente, en la Ciudad de México realizó un doctorado en Historia en El Colegio de México obteniendo el título con la tesis El catolicismo social: un tercero en discordia. Rerum Novarum, la cuestión social y la movilización de los católicos mexicanos (1891-1911).

## Docencia y académico
Impartió cursos y seminarios en el Seminario Mayor de Nuevo Laredo, en la Universidad Estatal de Laredo, en la Universidad Autónoma de Tamaulipas (UAT), en El Colegio de México, en El Colegio de Michoacán, en el Instituto Tecnológico Autónomo de México, en la Escuela Normal Superior Nueva Galicia y en la Universidad de Monterrey. Es profesor y asesor del Instituto de Investigaciones Históricas de la UAT.
Fue investigador de El Colegio de México de 1985 a 1987. Fue investigador del Colegio de la Frontera Norte desde 1987, en donde fue director regional de la plaza de Nuevo Laredo de 1989 a 1995, desde este último año es director de la plaza de Monterrey. Perteneció al Sistema Nacional de Investigadores desde 1990. Fue cronista de la ciudad de Nuevo Laredo de 1991 a 1993, cargo que repitió desde 2008. Ingresó a la Academia Mexicana de la Historia como miembro de número en mayo de 1998, tomó posesión del sillón 15, el 4 de mayo de 1999 con el discurso “La invención de la frontera y del noreste histórico”. Fue nombrado investigador estatal por el Consejo Tamaulipeco de Ciencia y Tecnología en 2004. Fue director del Archivo General del Municipio Juan E. Richer, asesor del Archivo General de la Nación e integrante del Consejo Consultivo del Acervo Histórico Diplomático Genaro Estrada de la Secretaría de Relaciones Exteriores.

## Premios y distinciones
- Premio del Comité Mexicano de Ciencias Históricas, por La encíclica Rerum Novarum y los trabajadores católicos de la Ciudad de México, en 1984
- Premio del Comité Mexicano de Ciencias Históricas por Rerum Novarum en México: cuarenta años entre la conciliación y la intransigencia (1891-1931), en 1987.
- Medalla al Mérito Histórico Capitán Alonso de León, por la Sociedad Nuevoleonesa de Historia, Geografía y Estadística, en 1993.
- Premio Universitario Gral. Y Lic. Bernardo López García, por la Universidad Autónoma de Tamaulipas, en 1997.
- Premio Universitario Gral. Y Lic. Bernardo López García, por la Universidad Autónoma de Tamaulipas, en 2002.

## Obras publicadas
Publicó de manera individual, o bien bajo su coordinación, veintidós libros. Fue coautor de capítulos en libros en treinta y cuatro ocasiones. Publicó más de cuarenta artículos en revistas académicas, prólogos y reseñas de libros. Entre sus obras destacan: 
- "Las lecturas católicas en México: cincuenta años de literatura paralela" en Historia de la lectura en México, en 1988.
- La democracia cristiana en el México liberal: un proyecto alternativo (1867-1929), en 1987.
- La fundación de Nuevo Laredo: elementos para la interpretación de una tradición épica, en 1989.
- "El tratamiento de la 'cuestión social' en los discursos del papa Juan Pablo II en México" en Más allá del El Carisma: análisis de la visita de Juan Pablo II a México, en 1990.
- El catolicismo social: un tercero en discordia. Rerum Novarum, la 'cuestión social' y la movilización de los católicos mexicanos (1891-1911), (1991).
- "El sindicalismo católico en México 1919-1931" en Lecturas de historia mexicana, actores políticos y desajustes sociales, en 1992.
- "Los jesuitas en el desarrollo del catolicismo social mexicano (1900-1925)" en La Iglesia católica en México de Nelly Sigaut, en 1997.
- "La República de río Grande: historiografía y utilización de la historia" en Historia y nación de Luis Jáuregui y José Antonio Serrano, en 1998.
- Cuatro estados y una frontera: Tamaulipas, Nuevo León, Coahuila y Texas en su colindancia territorial a finales del siglo XIX y sus consecuencias cien años después, en 1999.
- "Las fuentes del catolicismo social mexicano" en Catolicismo social en México: teoría, fuentes e historiografía de Manuel Ceballos Ramírez y Alejandro Garza Rangel, en 2000.
- "Los dos Laredos: una historia compartida" en  Encuentro en la frontera: mexicanos y norteamericanos en un espacio común, de El Colegio de México, El Colegio de la Frontera Norte y la Universidad Autónoma de Tamaulipas, en 2001.
- "La diócesis de Linares y la reforma liberal (1854-1864)" en Los obispados de México frente a la Reforma liberal de El Colegio de Jalisco, la Universidad Autónoma Metropolitana y la Universidad Autónoma Benito Juárez de Oaxaca, en 2007.
- "Un siglo de la Iglesia en México: entre la Reforma liberal y la Revolución mexicana 1850-1940" en México en tres momentos: 1810-1910-2010 de Alicia Mayer, en 2007.